# Evandro Batista
 Evandro Batista  (Joinville, 22 de agosto de 1981) é um voleibolista indoor brasileiro, atuante na posição Levantador, com experiência em clubes nacionais e internacionais, teve passagens pelas categorias de base da Seleção Brasileira e conquistou a medalha de prata no Campeonato Sul-Americano de Clubes de 2013 e o bronze na edição de 2014, ambas realizados no Brasil.

## Carreira
Filho de desportistas amadores  Ademir (conhecido como Ademir Karatê) e Tânia. Inicialmente quando estudava no Colégio Oswaldo Cabral seguiu os passos do irmão Fabiano Batista, cinco anos mais velho e ex-futebolista, mas se deu conta que não era tão bom com pés e começou a identificar-se com o voleibol devido à estatura, também empolgado com a conquista da Seleção Brasileira na Olimpíada de Barcelona 1992.
Depois começou a competir pelo Colégio Celso Ramos a convite do técnico Marcolan disputou os Jogos Escolares de 1994, época que jogava de atacante.Em 1997 representou a  Seleção Catarinense no Campeonato Brasileiro de Seleções na cidade de São Luís, pela categoria infanto-juvenil na Divisão Especial,  obtendo o quarto lugar, neste mesmo ano também alcançou por esta seleção e o quinto lugar nos Jogos da Juventude realizados na cidade de Goiânia .
Também representou a Seleção Catarinense no Campeonato Brasileiro de Seleções, novamente na categoria infanto-juvenil da Divisão Especial, em 1998 na cidade de Fortaleza quando finalizou na sexta posição e alcançou neste ano o quarto lugar nos Jogos da Juventude na cidade de Porto Alegre  e foi convocado para Seleção Brasileira em 1999 na categoria infanto-juvenil.
Jogou os torneios escolares pelo Colégio Monsenhor Scarzello incentivado pelo Professor Jairo Lyra; e  Irton Eberhardt. O convidou para ir para o Bonja/IELUSC sob orientação do treinador Pena Chiaparrini  que o pos a jogar como levantador, e este mesmo treinador o acompanhou para participar em São Paulo da tradicional peneira do EC Banespa em 1999 na qual foi aprovado e época que concluiu o ensino médio na capital paulista, e seu avô Dinho Benkendorf foi observar se o neto estava sendo bem tratado e comprovando regressou a sua cidade; na época do teste ele tentou como atacante, mas arriscou na posição de levantador e dos quatro aprovados, apenas ele estava na posição de levantador.Fato negativo foi que se contundiu após um ano de atuação pelo clube e foi dispensado e nesta temporada foi finalista do Campeonato Paulista Juvenil de 2000 e sagrou-se campeão
campeão desta competição  em 2000 e bicampeão da Copa Banespa Juvenil nos anos de 1999 e 2000.
Representou a Seleção Paulista no Campeonato Brasileiro de Seleções, categoria juvenil da Divisão Especial em 2000, sediado na cidade de Uberlândia, sendo um dos destaques do time na conquista do título.
O Pena Chiaparrini não desistiu de Evandro e acreditando em seu futuro no voleibol  o levou para o Intelbrás/São José (SC) onde foi contratado  , foi vice-campeão  do Campeonato Gaúcho de 2001 e campeão dos Jogos Abertos do Rio Grande do Sul no mesmo ano, como também disputou o  Campeonato Catarinense de 2001 alcançando o vice-campeonato e disputou o Grand Prix Brasil de 2001; e finalizou na décima colocação na Superliga Brasileira A 2001-02, registrando 30 pontos, destes quatro de ataques, 14 de bloqueios e doze de saques.Em 2001 foi convocado para Seleção Brasileira para os treinamentos da categoria juvenil.
Em 2002 treinou com o elenco principal da Seleção Brasileira como convidado, bastante elogiado na época pelo técnico Bernardo Rezende  e acabado de ser anunciado como reforço para o Unisul/SC  disputou a 42ª edição dos Jogos Abertos de Santa Catarina (Jasc), sediado em Lages, obtendo a medalha de ouro, sagrou-se campeão do Campeonato Catarinense em 2002 e  no mesmo ano obteve obter os vice-campeonatos na Supercopa dos Campeões e no Grand Prix Brasil e na Superliga Brasileira A 2002-03 obteve o vice-campeonato, na condição de reserva registrou dois pontos de bloqueios.
Foi contratado na jornada 2003-04 pela Ulbra/São Paulo F.C.,  na época havia a parceria entre a Ulbra e o São Paulo Futebol Clube  , obtendo  em 2003 os títulos do Campeonato Gaúcho e  do Campeonato Paulista, no mesmo ano foi vice-campeão no Grand Prix Brasil, da Supercopa dos Campeões e do Torneio Internacional na Bélgica e  novamente foi vice-campeão por este clube na Superliga Brasileira A 2003-04, registrando oito pontos, dois de ataques, dois de bloqueios e quatro de saques.
Evandro renovou com o Ulbra/São Paulo F.C. na temporada 2004-05, disputou o Campeonato Paulista de 2004 conquistando o bronze, e finalizou na quinta colocação pela Superliga Brasileira A 2004-05, registrando dezessete pontos, destesquatro de ataques, seis de bloqueios e sete de saques.
No período esportivo 2005-06 foi contratado pelo Bento Vôlei , conquistando o título dos Jogos Abertos do Rio Grande do Sul de 2005, também alcançou o bronze no Grand Prix Brasil 2005, ainda neste ano foi o vice-campeão no Campeonato Gaúcho e ouro na 37ª edição dos Jogos Intermunicipais do Rio Grande do Sul (JIRGS), sediados em Novo Hamburgo, também conquistou o vice-campeonato na Copa São José, em Santa Catarina no ano de 2005 e disputou a Superliga Brasileira A 2005-06 e terminou na quinta posição.
Após anos foi novamente contratado pelo Santander/Banespa, e por este conquistou o segundo lugar no Campeonato Paulista de 2006 , conquistou o ouro  na 70ª edição dos Jogos Abertos do Interior sediado em São Bernardo do Campo, foi campeão da Copa ABC no mesmo ano e ouro nos Jogos Regionais em Caieiras  também em 2006 e ao disputar a Superliga Brasileira A 2006-07,terminou no quinto lugar.
Pela primeira vez passa atuar no voleibol europeu, fato ocorrido no período 2007-08 quando foi contratado pelo S. C. Lisboa Benfica encerrando em  terceiro na fase de classificação e finalizou na quinta colocação final.
Repatriado na jornada 2008-09 pela Fátima/ Medquímica /UCS  sagrando-se vice-campeão gaúcho de 2008  e avançou as quartas de final da competição encerrando na oitava colocação e foi o sétimo entre os melhores levantadores .
Recebeu proposta do voleibol italiano e atuou pelo Katay Geotec Isernia  e disputou por este clube a Liga A2 Italiana, finalizando na décima primeira posição, mesmo não disputando a fase seguinte foi o décimo colocado entre os melhores levantadores da edição.
Permanece no voleibol europeu e transfere-se para o Vitória de Guimaraes na temporada 2010-11 e conquistou o título do IX Torneio das Vindimas Lamego  de 2010.
Repatriado pelo Vôlei Futuro, disputou por este clube a jornada esportiva 2011-12, conquistando o bronze no Campeonato Paulista de 2011; no mesmo ano  alcançou o vice-campeonato na Copa São Paulo,obteve o ouro nos Jogos Abertos do Interior em Araçatuba de 2011 e também nos Jogos Regionais na cidade de Jales neste mesmo ano, além de alcançar o vice-campeonato na Superliga Brasileira A 2011-12.
Despertou interesse do Vivo/Minas e o representou nas competições 2012-13, sob o comando do técnico argentino Eduardo Horácio Dileo foi vice-campeão do Campeonato Mineiro de 2012, finalizando na quarta posição na Superliga Brasileira A 2012-13.
Ainda pelo Vivo/Minas  disputou a edição do  Campeonato Sul-Americano de Clubes de 2013 sediado em Belo Horizonte conquistando a medalha de prata.
Renovou com o Vivo/Minas para a temporada 2013-14 e conquistou o vice-campeão do Campeonato Mineiro de 2013  e disputou Superliga Brasileira A 2013-14, novamente encerrando na quarta colocação e alcançou o sétimo lugar na edição da Copa Brasil de 2014  na cidade Maringá e por este clube disputou o Campeonato Sul-Americano de Clubes de 2014, sediado em Belo Horizonte conquistando a medalha de bronze.
Transferiu-se no período 2014-15 para o Vôlei Canoas conquistou o título do Campeonato Gaúcho de 2014, e na Superliga Brasileira A 2014-15 finalizou na sétima colocação e na quinta posição na Copa Brasil 2015 em Campinas.
Permaneceu no elenco de 2015-16 do Lebes/Gedore/Canoas , sagrando-se campeão do Campeonato Gaúcho de 2015, alcançou nono lugar por este na Superliga Brasileira A 2015-16 e disputou a Copa Brasil de 2016 em Campinas, encerrando na sexta colocação.

## Títulos e resultados
- Torneio Internacional na Bélgica:2003[5]
- Supercopa dos Campeões:2002[5], 2003[5]
- Grand Prix Brasil de Voleibol: 2002[5],2003[5]
- Grand Prix Brasil de Voleibol: 2005[5]
- Superliga Brasileira A:2002-03[21],2003-04[15],2011-12[59]
- Superliga Brasileira A:2012-13[63],2013-14[68]
- Campeonato Gaúcho:2003[15], 2014[74],2015[78]
- Campeonato Gaúcho:2001[5], 2005[5],    2008
- Campeonato Paulista:2003[15]
- Campeonato Paulista:2006[33]
- Campeonato Paulista:2004,2011[54]
- Campeonato Catarinense:2002[11]
- Campeonato Catarinense:2001[11]
- Campeonato Mineiro:2012[61],2013[65]
- Jogos Abertos de São Paulo: 2006[34],2011[57]
- Jogos Regionais de São Paulo:2006[36],2011[58]
- Copa São Paulo: 2011[55]
- JIRGS:2005[5][28]
- Jasc:2002[5]
- Jogos Abertos do Rio Grande do Sul:2001[5],2005[5]
- Copa ABC:2006[35]
- Torneio das Vindimas Lamego:2010[5]
- Copa São José:2005[29]
- Campeonato Brasileiro de Seleções Juvenil (Divisão Especial):2000[9]
- Campeonato Brasileiro de Seleções Infanto-Juvenil (Divisão Especial):1997[2]
- Jogos da Juventude:1998[2]
- Campeonato Paulista Juvenil:2000[5]
- Copa Banespa Juvenil:1999[5], 2000[5]

## Premiações individuais
- 7º Melhor Levantador da Superliga Brasileira A 2008-09[47]